# Agrostis petriei
Agrostis petriei är en gräsart som beskrevs av Eduard Hackel. Agrostis petriei ingår i släktet ven, och familjen gräs. Inga underarter finns listade i Catalogue of Life.